# نادي إمبراتريز
نادي إمبراتريز لكرة القدم (بالبرتغالية: Sociedade Imperatriz de Desportos‏) ، هو نادي كرة قدم برازيلي، أسس سنة 1962 م.

## وصلات خارجية
- الموقع الرسمي

لم يتم العثور على روابط لمواقع التواصل الاجتماعي.